# Veines pancréatiques
Les veines pancréatiques se composent de plusieurs petits vaisseaux paires qui drainent le corps et la queue du pancréas et s'ouvrent dans la veine splénique. 